# Liste der nicaraguanischen Botschafter in Österreich

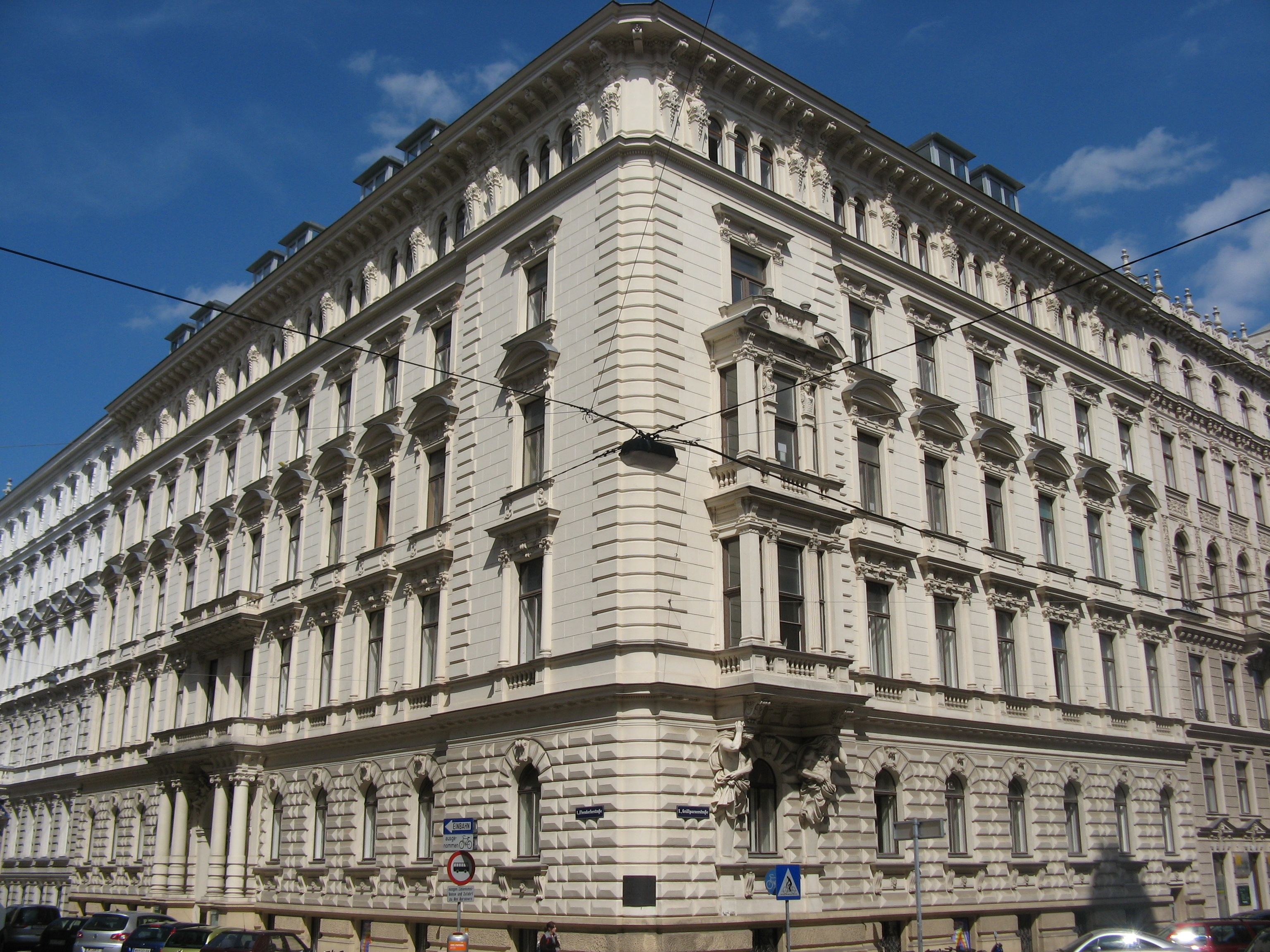
Die nicaraguanische Botschaft in der Ebendorferstraße 10 in Wien

Der nicaraguanische Botschafter in Wien ist regelmäßig auch in Bukarest, Warschau, Zagreb, Bratislava, Prag, Budapest, bei der Internationalen Atomenergie-Organisation und der Organisation der Vereinten Nationen für industrielle Entwicklung akkreditiert. Seit der Schließung der nicaraguanischen Botschaft in Deutschland 2024 ist er auch in Berlin akkreditiert.

## Geschichte
1880 regte die Regierung Nicaraguas den Abschluss eines Freundschafts- und Handelsvertrages mit Österreich-Ungarn an. 1879 war Kaiser Franz Joseph I. als Schlichter im Konflikt zwischen dem Vereinigten Königreich und Nicaragua um die Miskitoküste. Im Zuge der Vorbereitung des Schiedsspruches weilte für kurze Zeit ein nicaraguanischer Gesandter in Wien, der bei dieser Gelegenheit einen Handelsvertragsabschluss vorschlug.
Bis 19. Juli 1979 war der Botschafter in Rom regelmäßig auch in Wien akkreditiert. Ab 1980 befand sich die Botschaft in der Buchfeldgasse 18/1/3, ab 1988 am Schwedenplatz 2/7/64.
| Ernennung / Akkreditierung | Name                                   | Bemerkungen | ernannt von                   | akkreditiert während der Regierung von | Posten verlassen |
| -------------------------- | -------------------------------------- | --- | ----------------------------- | -------------------------------------- | ---------------- |
| 1895                       | Karl Friedrich Franz Matzenauer        | Carlos Matzenauer (1851–1907) Konsul auch mit Exequatur für Peru, Venezuela und Bolivien                                       | José Santos Zelaya            | Franz Joseph I.                        | 1907             |
| 1918                       | Maggiorino Capello                     | bevollmächtigter Minister | Emiliano Chamorro Vargas      | Karl Renner                            | 1936             |
| 1922                       | Wilhelm Berndt                         | Generalkonsul, Wien XII., Steinbauergasse 25                                                                                   | Emiliano Chamorro Vargas      | Michael Hainisch                       |                  |
| 1936                       | Enrico Galeotti Ottieri della Ciaja    | Geschäftsträger | Carlos Alberto Brenes Jarquín | Kurt Schuschnigg                       | 1937             |
| 1937                       | Constantino Herdocia y Terán           | Gesandter; ab 7. Dezember 1934 ao. Gesandter in Paris                                                                          | Anastasio Somoza García       | Kurt Schuschnigg                       | März 1938        |
| 1955                       | Tomas Francisco Medina                 | Gesandter; 1922–1929: Gesandter in Paris, 1936–1941 ständiger Vertreter der nicaraguanischen Regierung in Genf beim Völkerbund | Anastasio Somoza García       | Julius Raab                            | 1961             |
| 1961                       | Tomas Francisco Medina                 | | Luis Anastasio Somoza Debayle | Alfons Gorbach                         | 1962             |
| 1962                       | Conde Miguel Gerónimo D’Escoto y Muñoz | 1960: Nicaraguanischer Botschafter in Spanien                                                                                  | Luis Anastasio Somoza Debayle | Alfons Gorbach                         | 1967             |
| 1963                       | Helene Gloger                          | Generalkonsulin (* 10. Januar 1914 in Wien)                                                                                    | René Schick Gutiérrez         | Alfons Gorbach                         |                  |
| 1968                       | Alejandro Montiel Argüello             | | Anastasio Somoza Debayle      | Josef Klaus                            | 12. Feb. 1973    |
| 12. Feb. 1973              | Enrique Fernando Sánchez Salinas       | | Roberto Martínez Lacayo       | Bruno Kreisky                          | 1975             |
| 1975                       | José Sanson Teran                      | | Anastasio Somoza Debayle      | Bruno Kreisky                          | 1978             |
| 1978                       | Alberto Salinas Muñoz                  | | Anastasio Somoza Debayle      | Bruno Kreisky                          | 19. Juli 1979    |
| 17. Sep. 1980              | Iván Mejia Solis                       | bis 1982 auch in Bonn akkreditiert, Rechtsanwalt in Managua                                                                    | Francisco Urcuyo Maliaños     | Bruno Kreisky                          | 1988             |
| 26. Juni 1991              | Humberto Carrión McDonough             | (* 22. Februar 1952 in Managua)                                                                                                | Violeta Barrios de Chamorro   | Franz Vranitzky                        |                  |
| 10. Sep. 1992              | Xavier Arguello Hurtado                | (* 16. Januar 1952 in Caracas)                                                                                                 | Violeta Barrios de Chamorro   | Franz Vranitzky                        |                  |
| 15. März 1997              | Alberto José Altamirano-Lacayo         | Geschäftsträger (* 1950) | Arnoldo Alemán                | Viktor Klima                           | 31. Mai 1997     |
| 31. Mai 1997               | Suyapa Indiana Padilla Tercero         | Geschäftsträger | Arnoldo Alemán                | Viktor Klima                           | 2002             |
| 2002                       | Alberto José Altamirano-Lacayo         | Geschäftsträger | Enrique Bolaños Geyer         | Wolfgang Schüssel                      | 8. Jan. 2004     |
| 17. Okt. 2008              | Isolda Frixione Miranda de Flores      | Geschäftsträgerin | Enrique Bolaños Geyer         | Alfred Gusenbauer                      |                  |

Quelle: